# كاثرين بلنت
كاثرين بلنت (بالإنجليزية: Katharine Blunt)‏ هي اخصائيه تغذية وكيميائية أمريكية، ولدت في 28 مايو 1876، وتوفيت في 29 يوليو 1954.